# Johanna (i skuggan av Stockholm)
Johanna (i skuggan av Stockholm) är en sång av Ola Magnell från 1993. Den finns med på hans tionde studioalbum Förlovat land (1993) och utgavs även som singel samma år. B-sidan "I denna vackra värld" finns även med på nämnda album.

## Låtlista
1. "Johanna (i skuggan av Stockholm)"
2. "I denna vackra värld"

### Fotnoter
1. ↑  ”Ola Magnell”. Svensk mediedatabas. http://smdb.kb.se/catalog/search?q=ola+magnell&sort=OLDEST. Läst 25 januari 2013.